# Tauksi
Tauksi také Tauks (rusky: Таукси také Тауксъ) je estonský ostrov, který se nachází v Muhuském průlivu v Baltském moři. Administrativně náleží pod obec Ridala kraj Läänemaa.

## Historie
Ostrov je poprvé zmiňován v roce 1526. Koncem 19. století zde byla hospoda a dlouhou dobu dvě farmy.

## Geografie

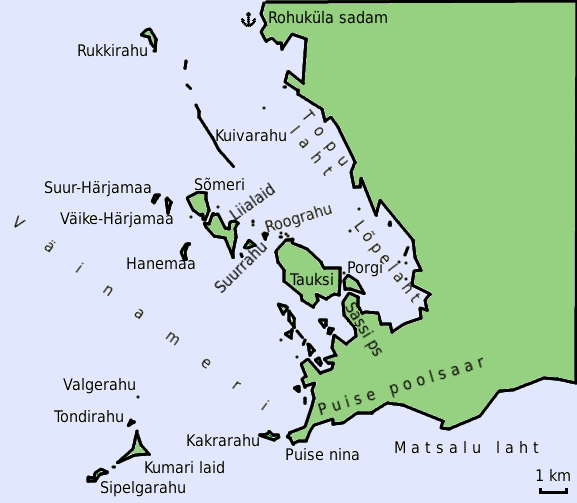

Obvod ostrova s rozlohou 3,66 km² dosahuje délky přibližně 10,184 km. Terén je velmi plochý, nejvyšší bod leží 16 m nad mořem. Jižní partie jsou z velké části porostlé lesem.

## Podnebí
Podnebí ostrova je kontinentální s průměrnou teplotou 4 °C. Nejteplejším měsícem je srpen s teplotou 16 °C, nejstudenějším měsícem je leden s −6 °C.
Ostrov se nachází v přírodním parku Matsalu (Matsalu rahvuspark).